# Julián Peralta
Julián Peralta (nacido en 1974) es un pianista, compositor y director de orquesta de tango argentino.

## Biografía
El pianista y compositor Julián Peralta nació en Quilmes, provincia de Buenos Aires, en 1974. Profesor de Elementos Técnicos del Tango en la Escuela de Música Popular de Avellaneda, fue profesor de Práctica de Orquesta en la Academia Nacional del Tango donde fue también fundador del Conservatorio de Estilos Argentino Galván junto a Juan Trepiana y es también fundador y profesor de Arreglos y Composición y Práctica de Ensamble Orquestal en la Escuela Orlando Goñi.
Fundó y dirigió agrupaciones como la Orquesta Típica Fernández Fierro, Astillero, Orquesta Típica Julián Peralta, y organizó espacios independientes y autogestionados de desarrollo del movimiento del género como La Máquina Tanguera, el CAFF, Milonga en Orsai y la Escuela y el Teatro Orlando Goñi, entre otros
Como pedagogo desarrolla principalmente su actividad docente en la Escuela Orlando Goñi y en la Escuela de Música Popular de Avellaneda. Ha publicado el tratado técnico “La orquesta típica. Mecánica y aplicación de los fundamentos técnicos del tango”. El libro ha sido traducido al inglés, francés, alemán e italiano y está próximo a editarse en estos idiomas. 
Como director de orquestas también trabaja junto a la Orquesta Sinfónica Juvenil de Medellín, la Orquesta de Cuerdas del Royal Northern College of Music de Manchester, la Orquesta del Conservatorio de Toulouse y la Orquesta Fidelius de Suiza entre otras
En el año 2013 participa como disertador del Centro de Documentación Musical Lauro Ayestarán (Montevideo) en el marco del Tercer Coloquio Internacional “El Tango ayer y hoy”. De este proyecto surge la edición de un libro con los distintos análisis realizados en el que participa como coautor.
En el año 2014 participa como compositor y director de orquesta típica en el Primer Encuentro Internacional de Tango para Músicos en la ciudad de Buenos Aires. También dicta seminarios en las ciudades de Toulouse (Francia), Ámsterdam y Róterdam (Holanda) y Rosario, Mendoza y Córdoba (Argentina). 
En el año 2015 dicta seminarios en Portland e Indiana (Estados Unidos) y prepara el segundo disco de su orquesta típica.

## Discografía
Al frente de sus agrupaciones musicales grabó los siguientes discos:
Con la Orquesta Típica Julián Peralta
- 2016 - Un disparo en la noche – Vol. 2
- 2012 – Un disparo en la noche. Incluye sus tangos “Capataz” y “Cadencial”

Con Astillero
- 2020 - Arcadia

- 2017 - Quilombo

- 2013 – Soundtrack Buenos Aires

- 2009 – Sin descanso en Bratislava

- 2006 - Tango de Ruptura

Con la Orquesta Típica Fernández Fierro
- 2004 – Vivo en Europa

- 2003 – Destrucción Masiva

- 2001 – Envasado en origen

### Colaboraciones
Música para películas
- 2019 – Un disparo en la noche 2 – Director: Alejandro Diez - Argentina
- 2013 – Tango en el Tasso – Director: Acho Estol - Argentina
- 2013 – Un disparo en la noche – Director: Alejandro Diez - Argentina
- 2012 – La revanche du tango – Directora: Francine Pelletier - Canadá
- 2011 – A puro gesto – Director: Gabriel Reich – Argentina
- 2006 – La orquesta típica – Nicolás Entel – Argentina

Música para teatro
- 2010 – Romeo & Juliet – Director: Ed Hughes – Londres
- 2007 a 2012 – Temporadas teatrales con Alfredo Casero – Buenos Aires
- 2010 – Música y dirección del desfile de Tango dentro del Festejo del Bicentenario – Buenos Aires